# Deurnese Peel

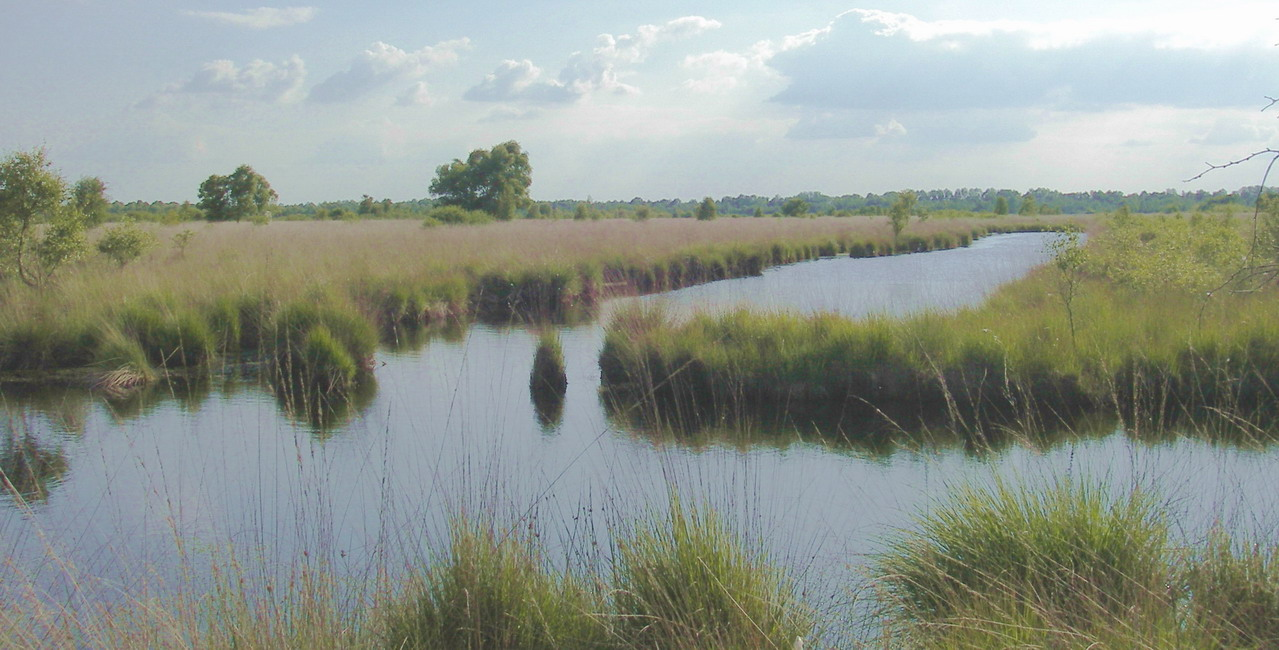
Veenvlakte in de Deurnese Peel

De Deurnese Peel is een Nederlands natuurgebied in de Peel. Het omvat in totaal ruim 1400 ha. De Deurnese Peel bestaat uit een centraal deel, het noordelijk gelegen gebied De Bult, en enkele zuidelijke delen genaamd 't Zinkske en de Heitrakse Peel. Samen met de Mariapeel in Limburg vormt deze een aaneengesloten gebied van ca 2750 ha. Het geheel is eigendom van Staatsbosbeheer. Het maakt deel uit van het Natura 2000-gebied onder de naam Deurnsche Peel & Mariapeel.

## Historie
Tot halverwege de 19e eeuw bestond de Deurnese Peel enkel uit grote vlaktes met levend hoogveen, die in het midden vrij ongerept waren, en enkel aan de randen werden onderbroken door gebieden met boerenkuilen. Door vervening (afgraven), ontwatering en ontginning is daar maar weinig van overgebleven. Wel bieden bepaalde gedeelten, met name het centrale deel, nog kansen voor enig herstel.
Merkwaardig zijn de watergangen in een deel van het gebied, die in de vorm van een drietand zijn aangelegd. Dit zijn de zogenaamde wijken die op het Kanaal van Deurne werden aangesloten om de in het gebied gewonnen turf te vervoeren. Een deel werd gegraven door de Maatschappij Griendtsveen ook wel genoemd: Griendtsveen Turfstrooisel Maatschappij; een ander deel door de gemeente Deurne.
Het gebied was aanvankelijk eigendom van de gemeente Deurne. In 1853 verkocht de gemeente Deurne een belangrijk strookvormig gedeelte langs de provinciegrens aan Jan van de Griendt, die er een grootschalig verveningsbedrijf zou opzetten: de concessie Helenaveen. Hieruit is het huidige dorp Helenaveen ontstaan. De rest van het gebied bleef tot 1994 eigendom van de gemeente Deurne, waarna deze het aan het Staatsbosbeheer verkocht. Plannen van de gemeente voor verdere ontginning van het gebied leidden tot een aanwijzing als beschermd natuurmonument op 11 december 1980. De vervening werd kort daarna beëindigd.

## Deelgebieden
In het kader van het Natuurnetwerk Nederland en de Landinrichting Peelvenen tracht de overheid tussenliggende landbouwgronden op te kopen en zo van de centrale Deurnese Peel, Mariapeel, 't Zinkske en Heitrakse Peel weer één goed samenhangend geheel te maken. De aankoop van het natte weidegebied 't Molentje is inmiddels vergevorderd en heeft de zuidelijke deelgebieden 't Zinkske en Heitrakse Peel vrijwel met elkaar verenigd. De aankoop van veel landbouwgrond tussen Deurnese Peel en Mariapeel kon niet voorkomen dat een smalle, bewoonde strook grond (voorlopig?) nog een smalle enclave blijft vormen tussen de beide grote natuurgebieden.
Westelijk van het Kanaal van Deurne ligt de Liesselse Peel, een naar verhouding goed ontsloten deelgebied. Het Leegveld is een landweg, waarlangs men een goede indruk krijgt van dit gebied. Het gebied oostelijk van het Kanaal van Deurne is het meest ongerepte en wordt gezien als het 'wildernisgebied' bij uitstek. Er is een begin van hoogveenregeneratie waar te nemen.

## Beheer
Zoals ook in andere delen van de Peel dreigen verdroogde veengebieden dicht te groeien met berkenboompjes. Om die reden is er al sinds eind jaren 70 een vrijwilligersgroep actief in de Deurnese Peel.
Veel van de 'wijken' zijn al lang geleden met dammetjes afgesloten om de verdroging te beperken. Ze zijn daardoor in grote watervlakten veranderd. Het is de bedoeling de menselijke invloed in het 'wildernisgebied' tot een minimum te beperken. Dit gedeelte is opengesteld voor het publiek, maar kent weinig paden. Laarzen zijn er onmisbaar.

## Vegetatie
Typerende soorten voor een veengebied zijn veenmos, ronde zonnedauw, kleine zonnedauw, veenpluis, blaasjeskruid, dophei en struikhei. Tegenwoordig vinden we echter ook veel afgetakeld veen in de Deurnese Peel, met soorten als pijpenstrootje, adelaarsvaren, zachte berk en ruwe berk. Door een overschot aan stikstof groeien er veel varens, gras en bomen die eigenlijk niet in een hoogveengebied horen, en de veenmossen overwoekeren.
Plaatselijk liggen nog boerenkuilen waarin zich door bijzonder gunstige omstandigheden bijzondere hoogveenplanten konden handhaven zoals lavendelhei, kleine veenbes en bepaalde specifieke hoogveen-veenmossen. Het huidige vernattingsbeleid heeft ertoe geleid dat ook elders het veenmos en andere typerende hoogveenvegetatie voorzichtig weer beginnen terug te keren, als kleine eerste stap op de weg naar de vorming van levend hoogveen.

## Fauna
In het gebied broeden rond de 100 vogelsoorten, zoals blauwborst, wulp, waterral, sprinkhaanrietzanger, tafeleend, slobeend en wintertaling. De taigarietgans overwintert er en de kraanvogel komt in de trektijd geregeld in de Peel pleisteren, soms in grote aantallen. De Deurnese Peel is een belangrijk leefgebied voor libellen, de das, heikikker en de gladde slang.